# غيدو كاريشو
قايدو كاريجو (بالإسبانية: Guido Carrillo)‏ (25 مايو 1991 الأرجنتين - ) هو لاعب كرة قدم أرجنتيني يلعب كمهاجم.

## روابط خارجية
- غيدو كاريشو على موقع الاتحاد الأوربي (الإنجليزية)
- غيدو كاريشو على موقع قاعدة بيانات كرة القدم.إي يو (الإنجليزية)
- غيدو كاريشو على موقع Soccerbase.com (لاعب) (الإنجليزية)
- غيدو كاريشو على موقع Soccerway.com (الإنجليزية)
- غيدو كاريشو على موقع عالم كرة القدم.نت (الإنجليزية)
- غيدو كاريشو على موقع AS.com (الإسبانية)